# Edealina
Edealina är en kommun i Brasilien.   Den ligger i delstaten Goiás, i den sydöstra delen av landet, 270 km sydväst om huvudstaden Brasília. Antalet invånare är 3 733.
Omgivningarna runt Edealina är en mosaik av jordbruksmark och naturlig växtlighet. Runt Edealina är det mycket glesbefolkat, med 7 invånare per kvadratkilometer.